# Pedro Luque

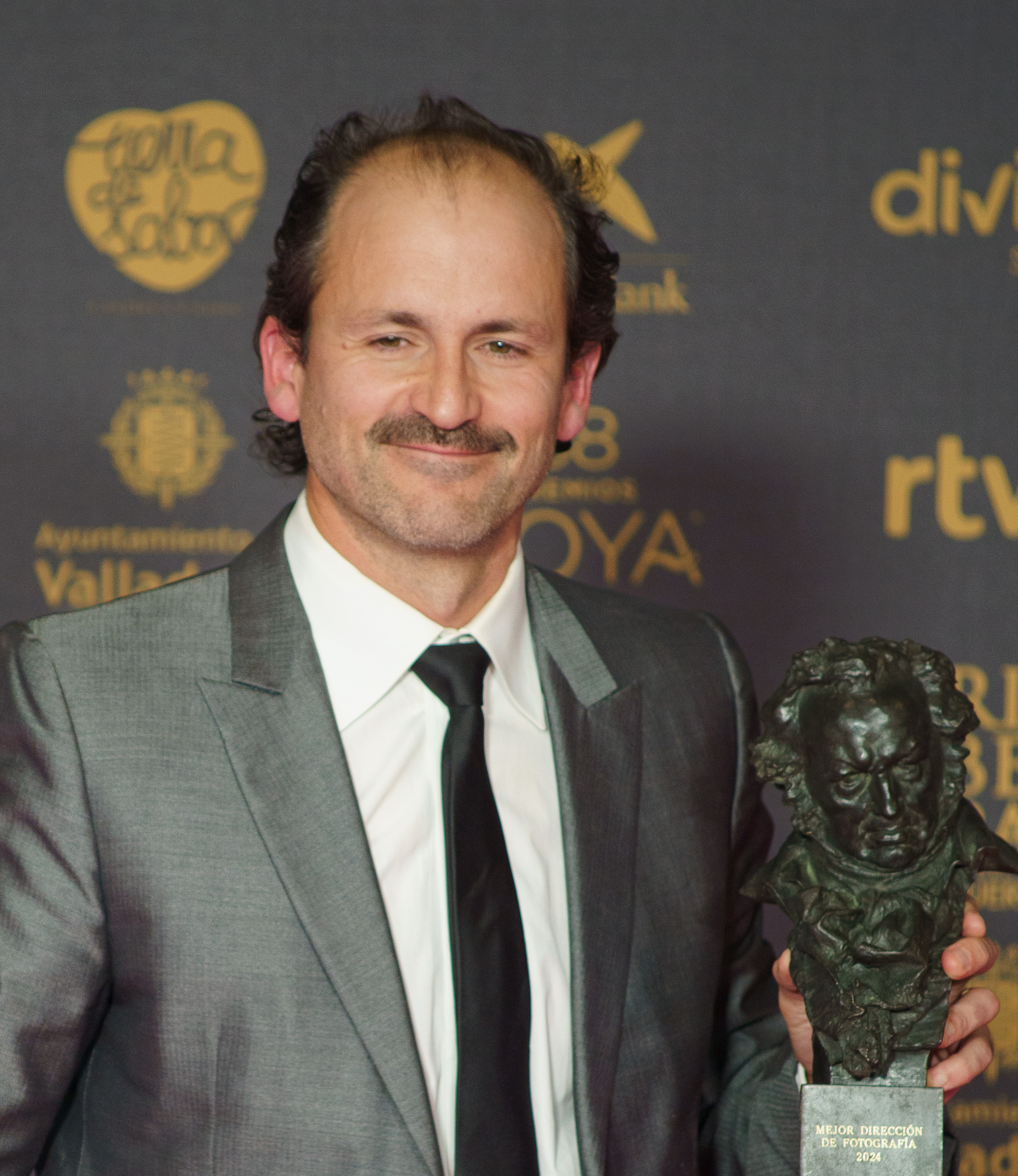
Pedro Luque, 2024

Pedro Luque (* 20. November 1980 in Montevideo, Uruguay) ist ein uruguayischer Kameramann. Seit 2018 ist er Mitglied der Academy of Motion Picture Arts and Sciences.
Pedro Luque hat seit 2004 über 30 Kurzfilme, Spielfilme und Videos gedreht, die meisten in Zusammenarbeit mit südamerikanischen Regisseuren. 2015 war er Director of Photography in Fede Álvarez’ vielfach ausgezeichnetem und kommerziell sehr erfolgreichen Horrorfilm Don’t Breathe. Im folgenden Jahr filmte er den Horrorfilm The Watcher unter der Regie von Ryan Rothmaier. 2018 folgte mit Extinction von Ben Young ein weiterer Horrorfilm, sowie 2019 unter der Regie von David M. Rosenthal eine Neuverfilmung von Jacob’s Ladder. 2018 war er zudem an Verschwörung beteiligt, 2020 folgte Antebellum. Er übernahm im Anschluss die Kameraarbeit bei Don’t Breathe 2 (2021).

## Filmografie (Auswahl)
- 2009: Ataque de Pánico! (Kurzfilm)
- 2010: The Silent House (La casa muda)
- 2015: Don’t Breathe
- 2016: The Watcher – Es weiß, wo du wohnst (The Watcher)
- 2018: Extinction
- 2018: Look Away
- 2018: Verschwörung (The Girl in the Spider’s Web)
- 2019: Jacob’s Ladder
- 2020: Body Cam – Unsichtbares Grauen (Body Cam)
- 2020: Antebellum
- 2021: Don’t Breathe 2
- 2021: Paranormal Activity: Next of Kin
- 2023: Die Schneegesellschaft (La sociedad de la nieve)